# Hobbe Esaias van Aylva
Hobbe Esaias van Aylva (Witmarsum, 1696 – Maastricht, 15 dicembre 1772) è stato un generale olandese.
Fu governatore della fortezza di Maastricht.

## Biografia

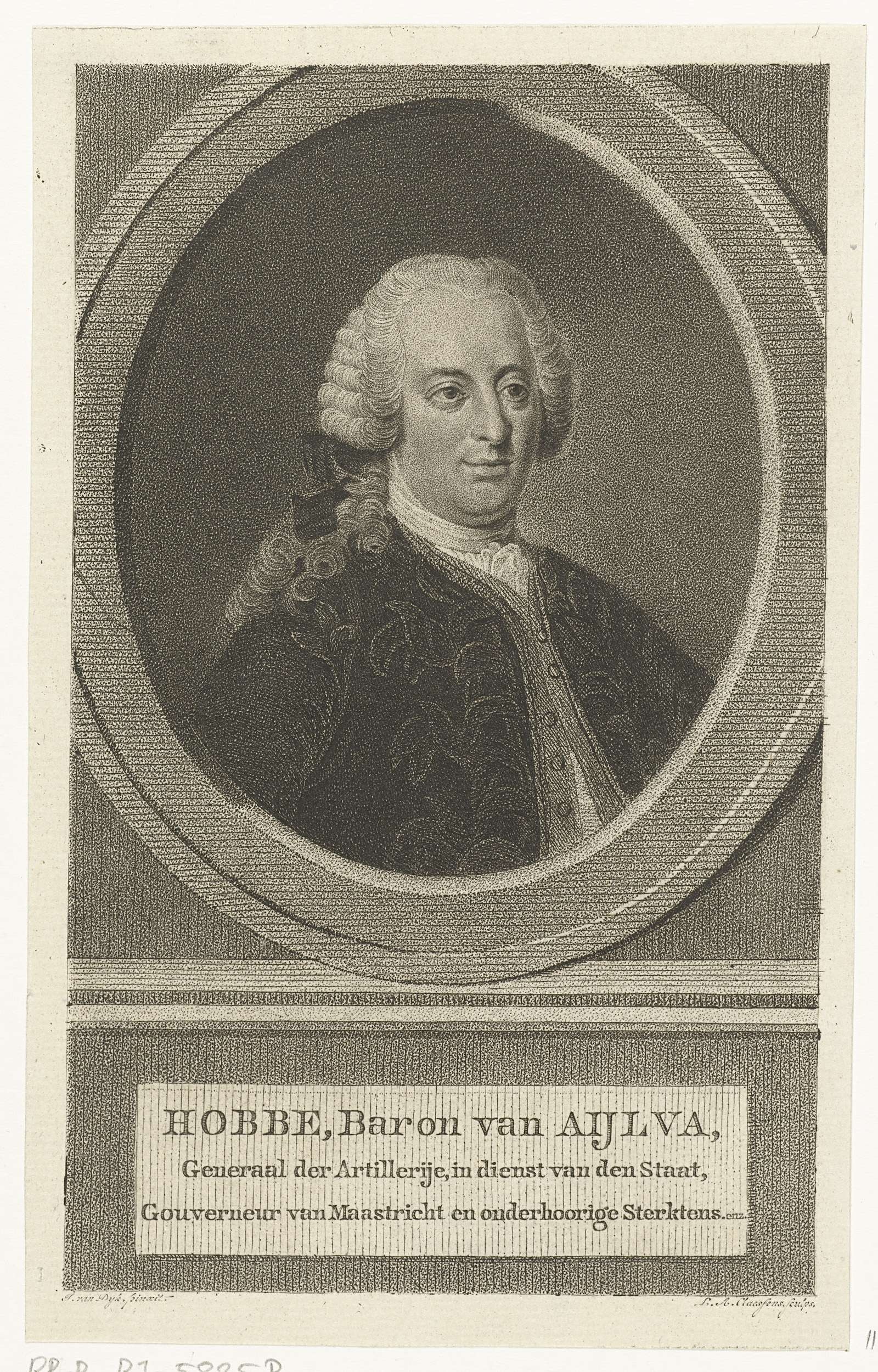
Il barone van Aylva in una stampa d'epoca

Hobbe Esaias van Aylva era membro della nobile famiglia frisone di van Aylva. Nacque a Witmarsum nel 1696, figlio del barone Tjaard van Aylva e di sua moglie, Margaretha van Gent. Hobbe iniziò la sua carriera militare come scudiero dello stadtholder Guglielmo IV di Orange-Nassau e successivamente divenne colonnello di un reggimento di fanteria in Olanda.
Il 1º novembre 1740, Aylva venne nominato comandante della città fortificata di Maastricht, dove a quel tempo era governatore Guglielmo VIII d'Assia-Kassel ma era perlopiù assente perché impegnato sul campo come generale di cavalleria. Aylva fu quindi comandante effettivo della guarnigione di Maastricht durante la guerra di successione austriaca (1740-48). Durante questa guerra, Maastricht fu un importante punto di appoggio per le forze alleate (contro la Francia) guidate dall'inglese duca di Cumberland. Nel 1746 a Maastricht e nei dintorni erano di stanza truppe provenienti da Austria, Baviera, Sassonia, Gotha, Hannover, Assia, Ungheria e Inghilterra, oltre alla guarnigione permanente dello stato. Le truppe francesi erano riuscite ad avanzare verso Kanne e avevano occupato il castello Caestert sul Sint-Pietersberg. Alla fine del 1747, a ovest di Maastricht, scoppiò la battaglia di Lafelte la cittadella fortificata venne assediata dai francesi nell'aprile 1748 e fu quasi conquistata quando il 3 maggio giunse la notizia che era stato raggiunto un accordo con la pace ad Aquisgrana. Due giorni dopo Guglielmo IV nominò Aylva governatore di Maastricht.
Tuttavia, due giorni dopo questi eventi, l'esercito francese uscì vittorioso dagli scontri ed il 7 maggio, guidato dal maresciallo Maurizio di Sassonia, l'esercito francese entrò a Maastricht e la guarnigione locale, guidata da Aylva, se ne andò coi pieni onori militari. I francesi permisero persino alla guarnigione di portare con sé due cannoni, che furono poi consegnati ad Aylva dagli Stati Generali. L'olandese Ulrich van Löwendal venne nominato governatore di Maastricht dai francesi, posizione che avrebbe ricoperto solo fino all'ottobre di quell'anno, quando venne firmato il trattato di Aquisgrana. Dall'ottobre 1748 ai primi di febbraio 1749, il conte De Courten fu per qualche tempo vice governatore per assicurare che la ritirata delle truppe francesi procedesse senza intoppi.
Il 26 marzo 1749, Aylva tornò a Maastricht con la sua guarnigione. Il governatore Hobbe van Aylva ampliò ulteriormente la città fortificata, migliorò gli alloggi dei soldati, fece costruire una serie di casematte per la polvere da sparo e convertì l'Oude Minderbroederskerk in un magazzino militare. Aylva fece anche ampliare il palazzo del governatore sulla Bouillonstraat, edificandovi anche una sala per banchetti. Per decorare quella stanza, ordinò nove ritratti (postumi) dei suoi predecessori facendoli eseguire dal famoso ritrattista tedesco Johann Valentin Tischbein al prezzo di 25 ducati ciascuno. Nel 1760 fondò la Groote Sociëteit, uno dei primi club privati dei Paesi Bassi.
Il barone van Aylva rimase governatore di Maastricht fino alla sua morte nel 1772. Van Aylva non era sposato e non lasciò figli.